# Chris Goss

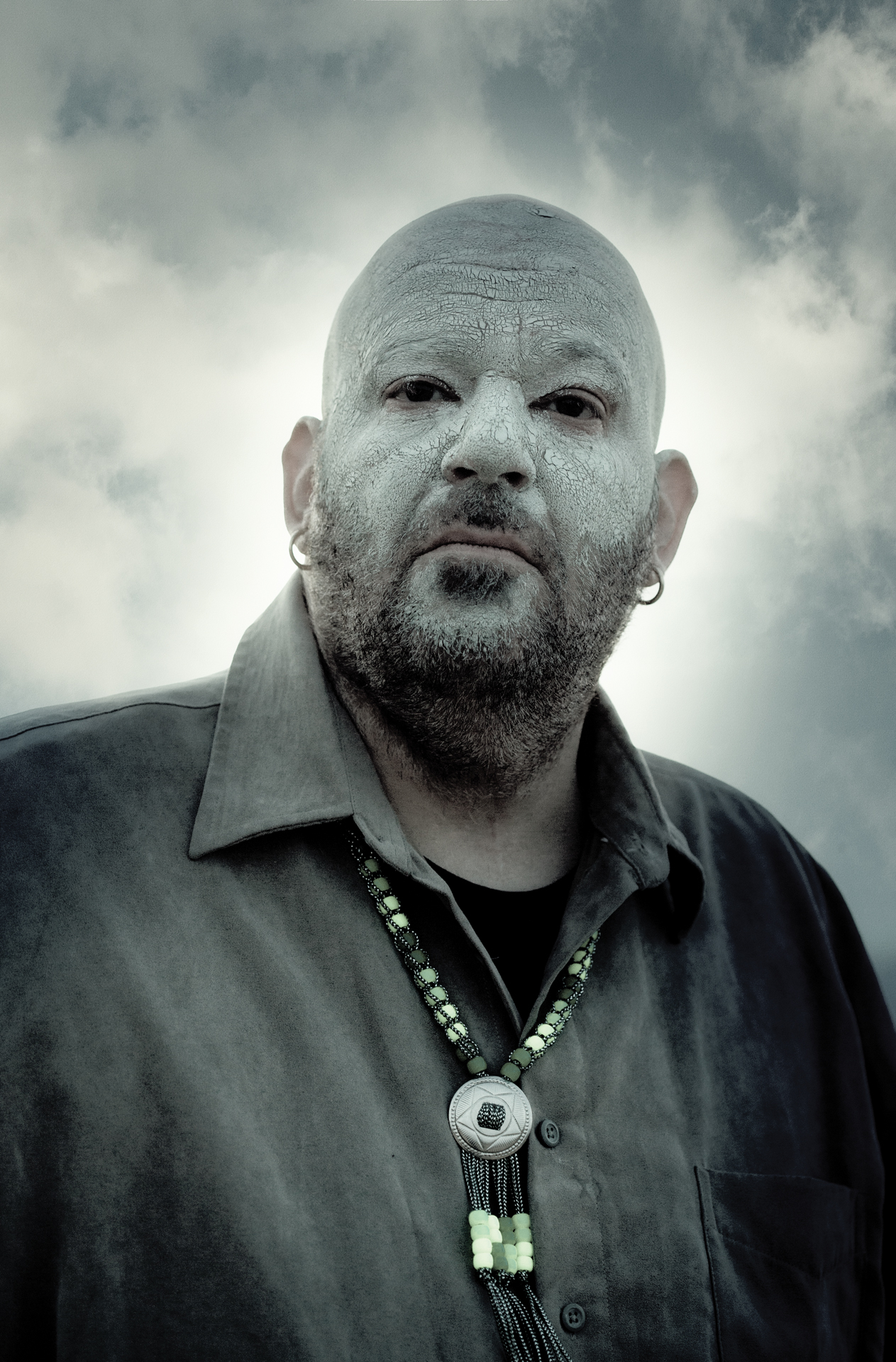
Chris Goss im Juli 2010

Chris Allen Goss (* 21. September 1957) ist ein US-amerikanischer Musiker und Produzent. Goss ist der Sänger der Masters of Reality und spielt bei diesen unter anderem Gitarre und Keyboards, zudem zeichnet er als Produzent von Bands wie Kyuss oder Queens of the Stone Age verantwortlich. Häufig beteiligt sich Goss auch aktiv als Musiker an den von ihm produzierten Werken.
Zusammen mit Josh Homme ist Goss unter dem Namen The Fiffiff Teeners bekannt. Das Projekt Goon Moon wird von Goss neben Twiggy Ramirez angeleitet und produziert.

## Von Goss produzierte Künstler (Auswahl)
- Kyuss
- The Flys
- Masters of Reality
- Nebula
- Melissa Auf der Maur
- Queens of the Stone Age
- U.N.K.L.E.
- Soulwax
- The Cult, Ian Astbury
- Goon Moon
- Black Rebel Motorcycle Club

## Dies und Das
In der Zeichentrickserie Ren & Stimpy kam in der Folge "Jerry, the Bellybutton Elf" der "Bellybutton Song" vor, der von Chris Goss komponiert und eingesungen wurde.